# Emil Lengyel
Emil Lengyel, ursprünglich Émile Lengyel, (geboren 26. April 1895 in Budapest, Österreich-Ungarn; gestorben 12. Februar 1985 in New York City) war ein ungarisch-amerikanischer Journalist.

## Leben und Tätigkeit
Emil Lengyel war ein Sohn des Kaufmanns Joseph Lengyel († 1897) und der Johanna Adam. Von 1901 bis 1913 besuchte er die Elementarschule und dann ein Gymnasium in Budapest. Anschließend begann er ein Studium der Rechtswissenschaften an der königlichen Universität der Stadt.
Ab 1915 nahm Lengyel mit der k.-und-k.-Armee am Ersten Weltkrieg teil. Im Juni 1916 geriet er während der Brussilow-Offensive in russische Kriegsgefangenschaft. Er wurde in ein Kriegsgefangenenlager in Totzkoe in Sibirien verbracht, wo er bis 1917 blieb. Während dieser Zeit verschrieb er sich dem Selbststudium der englischen, französischen und deutschen Sprache. Aufgrund der schlechten hygienischen Verhältnisse in dem Lager und der harten Lebensbedingungen (im Jahr vor seiner Einlieferung waren 80 % der Häftlinge des Lagers verstorben, 1916 hatten sich die Verhältnisse allerdings vergleichsweise stark verbessert) erkrankte er wiederholt an Malaria und wurde mehrfach von Läusen befallen. Außerdem färbten sich seine Haare während dieser Zeit weiß. Ende 1917 wurde er aufgrund seines Gesundheitszustandes im Rahmen eines Gefangenenaustausches über Finnland, Schweden und Norwegen repatriiert.
Ab 1918 setzte Lengyel sein Studium an der Budapester Universität fort und wurde als Dr. jur. promoviert. Während der kurzfristigen Ungarischen Räterepublik begann er ein Medizinstudium, das er jedoch unter dem Horthy-Regime aufgrund des Numerus clausus nicht fortsetzen durfte. Anschließend arbeitete er als Übersetzer im Büro der ungarischen Postverwaltung. Nach kurzer Zeit wechselte er in den Stab der Budapester Nachmittagszeitung Magyar Hírlap, um dann für eine wieder andere Zeitung nach Wien zu gehen.
Von 1920 bis 1921 arbeitete Lengyel als Redakteur für die Ungarische Rundschau in Wien. Anschließend ging er als Korrespondent für diverse europäische Zeitungen in die Vereinigten Staaten, wo er am 6. Dezember 1921 eintraf. Sein ursprünglicher Auftrag hatte eigentlich nur darin bestanden, über die Washingtoner Abrüstungskonferenz zu berichten. Er beschloss dann aber, sich dauerhaft dort niederzulassen und berichtete fortan als ständiger Korrespondent für diverse mitteleuropäische Zeitungen aus dem Land. 1927 erhielt er die amerikanische Staatsbürgerschaft.
Ab Ende der 1920er Jahre reiste Lengyel regelmäßig als Sonderkorrespondent der New York Times nach Europa, von wo er seine Zeitung vierzehn Jahre lang mit Artikel über die politischen und gesellschaftlichen Ereignisse, Zustände und Entwicklungen auf dem Kontinent sowie mit Buchrezensionen und Featuren belieferte. Er traf mit verschiedenen führenden Politikern sowie mit herausragenden Gestalten des wissenschaftlichen und des kulturellen Lebens des Kontinents wie Albert Einstein und Thomas Mann zusammen.
Seit den frühen 1930er Jahren begann Lengyel zudem auch mit der Veröffentlichung von Sachbüchern. Die Hauptthemen seiner Werke waren Studien der politischen Verhältnisse in Europa, der Türkei, dem Nahen Osten, dem indischen Subkontinent sowie Biographien von zeitgenössischen politischen Führungspersönlichkeiten wie z. B. Mahatma Gandhi, Cemal Pascha und Jawaharlal Nehru. Bereits 1932 legte Lengyel zudem eine der frühesten Biographien über Adolf Hitler vor. Außer die New York Times belieferte er auch Zeitungen wie den Toronto Star, The Nation, und The Saturday Review mit Beiträgen. Als Übersetzer übertrug er derweil die Arbeiten von deutschen Schriftstellern der Weimarer Zeit ins Englische.
Von 1935 bis 1942 war Lengyel Adjunct Professor of History and Economics am Brooklyn Polytechnic Institute. Seit 1939 dozierte er an der New York University (1939–1943), 1939 erhielt er dort den Rang eines Assistant Professor (1939–1947), 1947 den eines Associate Professor (1947–1951), bevor er 1951 als ordentlicher Professor of History bestallt wurde (1951–1960). 1960 wurde er dort Professor Emeritus. Bereits im Januar 1941 war er zudem zum Lecturer für das Fach Education der New York University School of Education ernannt worden.
Von den nationalsozialistischen Polizeiorganen wurde Lengyel derweil als Staatsfeind eingestuft: Im Frühjahr 1940 wurde er vom Reichssicherheitshauptamt – das ihn irrtümlich in Großbritannien vermutete – auf die Sonderfahndungsliste G.B. gesetzt, ein Verzeichnis von Personen, die im Falle einer erfolgreichen deutschen Invasion Großbritanniens durch die Sonderkommandos der SS-Einsatzgruppen mit besonderer Priorität ausfindig gemacht und verhaftet werden sollten.
Seit 1960 war Lengyel Professor für Geschichte an der Fairleigh Dickinson University in Rutherford, New Jersey. Von 1963 bis 1972 amtierte er dort zugleich als Vorsitzender der Sozialwissenschaftlichen Fakultät (Chairman of Social Sciences Department). 1972 wurde er außerordentlicher Professor für Geschichte.
Daneben war Lengyel Mitglied der American Academy of Political and Social Science, der American Historical Association, der American-European Friendship Association (von 1956 bis 1962 amtierte er als Präsident derselben), der American Association for Middle East Studies, der American Association of University Professors, des P.E.N.-Klubs, des Overseas Press Club, der Columbia University Seminars on Pre-Industrial Area und der Mongolian Society.

## Familie
Lengyel war seit dem 17. Juli 1938 mit Livia Delej verheiratet, mit der er einen Sohn, Peter, hatte.

## Schriften
Als Autor:
- Cattle Car Express. A Prisoner of War in Siberia, 1931.
- The Cauldron Boils, Dial Press, 1932
- Hitler, New York, Dial, 1932.
- The New Deal in Europe, New York 1934.
- Millions of Dictators, 1936.
- The Danube, 1940.
- Turkey, New York 1940.
- Dakar: The Outpost of the Two Hemispheres, Garden City Publishing Co, New York 1943.
- Siberia, Random House, New York 1943. (überarbeitete Version 1947 erschienen als Secret Siberia)
- America's Role in World Affairs, Harper, 1946.
- Americans from Hungary, Philadelphia 1948.
- World Without End. The Middle East, 1953.
- Egypt's Role in World Affairs, 1957.
- 1,000 Years of Hungary, John Day, New York 1958.
- Changing Middle East, John Day, New York 1960.
- They Called Him Ataturk, John Day, New York 1962.
- Krishna Menon, Walker & Co., 1962.
- The Soviet Union. The Land and Ist Peiple, 1962
- Form Prison to Power, 1964.
- The Land and People of Hungary, Lippincott, 1965, revised edition,
- The Subcontinent of India. An Introduction to the History, Geography, Culturepolitic and Contemporary Life of Idia, Pakistan and Ceylon, 1965.
- Mahatma Gandhi. The Great Soul, 1966.
- Jawaharlal Nehru. The Brahman from Kashmir, 1968.
- Lajos Kossuth, Hungary's Great Patriot 1969.
- Asoka the Great, India's Royal Missionary, F. Watts, 1969.
- Nationalism, the Last Stage of Communism, 1969.
- First Book of Turkey, F. Watts, 1970.
- Ignace Paderewski: Musician and Statesman, Watts, 1970.
- Iran, 1972.
- Pakistan: A First Book, F. Watts, 1971.
- Pakistan, 1972.

Als Übersetzer:
- Georg M. Karst[2]: The Beast of the Earth, New York 1942.